# Raionul Mankivka, Cerkasî
Mankivka (în ucraineană Маньківський район, transliterat: Mankivskîi raion) este un raion în regiunea Cerkasî, Ucraina. Reședința sa este așezarea de tip urban Mankivka.

## Demografie
Componența lingvistică a raionului Mankivka
     Ucraineană (98,12%)
     Rusă (1,59%)
     Alte limbi (0,15%)
Conform recensământului din 2001, majoritatea populației raionului Mankivka era vorbitoare de ucraineană (98,12%), existând în minoritate și vorbitori de rusă (1,59%).